# Svømmehud
Svømmehud er den hud, der forbinder tæerne hos visse dyr, der svømmer i vand. Eksempler er svømmehuden hos svømmefugle eller visse frøer og pattedyr (fx odder og sæl). En fod med svømmehud kaldes en svømmefod.

## Svømmefod hos fugle
Hos fugle er svømmefoden karakteriseret ved at mellemfoden er nøgen, ret kort og mere eller mindre fladtrykt fra siden. Bagtåen er ofte svag eller manglende. Tæerne føres under svømning sammenlagte frem og udspilede tilbage, hvorved svømmehuden danner et åreblad.
Der findes forskellige former for svømmefødder hos fugle, idet svømmehuden er udviklet i forskellig grad:
- Ægte svømmefod har blød svømmehud mellem de tre fortæer enten helt ud til kløerne (ænder, lommer, måger, alkefugle) eller mere eller mindre indbuet, hvor den ikke rækker ud til tæerne (terner og andre). Bagtåen er enten med svømmelap (dykænder), uden svømmelap (svømmeænder, måger og andre) eller helt manglende (alkefugle).
- Årefod har stor svømmehud mellem alle fire tæer, idet svømmehud også er udspændt mellem den ret lange bagtå og indertåen (skarver, suler, pelikaner).
- Lappefod har stive, storskællede svømmehudblade på fortæernes sider og blødere svømmehud mellem tæernes rod. Kløerne er meget brede og flade. (Lappedykkere).

- Fod af måge.
- Fod af sortterne.
- Fod af pelikan.
- Fod af toppet lappedykker.
- Fod af blishøne.
- Fod af svømmesneppe
- Fod af klire.